# Laminicoccus vitiensis
Laminicoccus vitiensis är en insektsart som först beskrevs av Green och Robert Malcolm Laing 1924.  Laminicoccus vitiensis ingår i släktet Laminicoccus och familjen ullsköldlöss. Inga underarter finns listade i Catalogue of Life.